# フィラ
フィラ（Fila、朝: 휠라）は、1911年にイタリアで創業されたスポーツ用品メーカー。2003年にアメリカの投資ファンドに売却されたのち、フィラコリアに買収され、現在は韓国の企業となっている。

## 沿革
1911年、イタリアのビエッラにおいて、フィラ兄弟によって創業された。当初はニット素材の工場として始まったが、その後アンダーウェアの販売を開始、1970年代にコットンリブを用いたスポーツウェアの分野に進出した。それまで白一色だったテニスウェアに色を提案したことで注目され、1976年にはフィラのウェアを着たビョルン・ボルグがウィンブルドンで初優勝したことから知名度が高まった。
自動車メーカーのフィアットの傘下に入っていたため、同社やその系列メーカーのモータースポーツのユニフォームを手がけていた。
2003年に、アメリカの投資ファンドであるサーベラス・キャピタル・マネジメントに所有権が売却された。ビジネスの拠点をニューヨークに移し、持ち株会社のスポートブランドインターナショナル(SBI)傘下となった。2007年1月に、元々韓国向けの販売子会社として設立された「フィラコリア」（1991年設立）にグローバル事業権を逆買収され、本部を韓国ソウルに移転、2010年に韓国で上場を果たした。

## 中国における展開
アンタスポーツが2009年にフィラの中国事業を買収、2019年のフィラブランドの売上高は147億7700万人民元（1人民元＝15円換算で約2215億円）となった。

## 日本国内における展開
1987年よりカネボウ株式会社が「フィラ」ブランドのライセンス展開を行っていたが、2006年3月末日をもってライセンス契約を終了した。2006年4月1日より伊藤忠商事株式会社がマスターライセンス権に関する独占契約を取得した。
90年代リバイバルブームの影響やコラボ戦略などにより若年層に支持を広げ、2014年に200億円規模だった事業売り上げは、2019年には310億円にまで成長した。
- FILAブランド商品を製造、販売しているパートナー企業
  - 株式会社アルペン - アスレチックウェア、スノーウェア
  - 一広株式会社 - タオル
  - ギャレックス株式会社 - 学校用体操服
  - 株式会社栗原 - 帽子
  - 株式会社丸紅フットウェア - フットウェア
  - 株式会社丸十コーポレーション - レインウエア
  - ダイワボウアドバンス株式会社 - カジュアルウェア、テニスウェア
  - 株式会社トモクニ - 手袋、マフラー、ネックウォーマー、耳あて
  - ニッキー株式会社 - ゴルフウェア、スイムウェア、コンプレッションウェア、ランニングウェア、フィットネスウェア
  - 株式会社ナイガイ - ソックス、ストッキング
  - 堀越ネクタイ株式会社 - ネクタイ
  - 株式会社ヤギ - 子供服
  - ヤング産業株式会社 - バッグ、財布、ベルト
  - 株式会社大沢商会 - ゴルフギア関連
  - 株式会社カイタックファミリー - メンズ・レディース・キッズインナー・ナイトウェア

## ウェア契約
女子プロゴルファー
- 木村彩子
- 西郷真央
- 天本ハルカ